# Чадский демократический союз
Чадский демократический союз (фр. Union Démocratique Tchadienne) — политическая партия действовавшая на территории Чада с 1945 по 1960 год. Вторая партия созданная во Французской Экваториальной Африке в колониальный период. После провозглашения независимости Чада прекратила своё существование.

## История
Чадский демократический союз был основан в Форт-Лами в 1945 году. Лидером партии был Гонтшоме Саульба. 
Партия имела поддержку мусульманской элиты региона Вадаи и колониальной администрации. Партия была связана с Объединением французского народа. На выборах в Национальное собрание Франции в 1946 году партия получила 1 место, 3 места на выборах 1951 года. В 1952 году на выборах в Территориальную ассамблею партия получила 72% выиграв 24 из 30 мест. В 1953 году в Чадском демократическом союзе произошел раскол в результате которого от партии отделилась часть членов организовавшая партию Чадское социальное действие. Партия начала терять популярность вследствие появления более радикальной Прогрессивной партии Чада. Партия была распущена в 1960 году.